# Majovskya
Genre
Majovskya est un genre de plantes à fleurs de la famille des Rosaceae. Il regroupe des espèces d'arbustes hybridogènes issues de croisements entre les genres Aria et Chamaemespilus.

## Étymologie
Majovskya est dédicacé à Jozef Májovský (d) (1920–2012), botaniste slovaque spécialiste du genre Sorbus.

## Description
Ce sont de petits arbustes à feuilles simples, entières, blanchâtres-tomenteuses en dessous, avec quatre à huit paires de nervures latérales, sans lobes apparents, minutieusement dentelées à doublement dentelées. Les fleurs ont des pétales rosés et deux ou trois styles. Les alises sont de taille moyenne, rougeâtre, avec de petites lenticelles éparses.

## Répartition
Ce genre n'est représenté qu'en Europe.

## Taxinomie
Ce genre a été décrit en 2017 à la suite d'analyses phylogénétiques, pour prendre en compte les taxons hybridogènes issus de croisements entre diverses espèces des genres Aria et Chamaemespilus. Il est traité comme un genre et non comme un nothogenre. L'espèce type est Majovskya sudetica.
Majovskya a pour synonymes, :
- Sorbus subgen. Chamaespilaria Májovský & Bernátová, 2001
- ×Chamaearia Mezhenskyj in Mezhensky et al., 2012

## Liste des espèces
Selon Plants of the World online (POWO) (7 avril 2024) :
- Majovskya algoviensis (N.Mey.) Sennikov & Kurtto
- Majovskya ambigua (Michalet ex Decne.) Sennikov & Kurtto
- Majovskya haljamovae (Bernátová & Májovský) Sennikov & Kurtto
- Majovskya sudetica (Tausch) Sennikov & Kurtto
- Majovskya zuzanae (Májovský & Bernátová) Sennikov & Kurtto